# 비엣족
비엣족(베트남어: người Việt / 𠊛越, 월족) 또는 킨족(베트남어: người Kinh / 𠊛京, 경족)은 베트남에 주로 거주하는 민족으로, 오스트로아시아어족에 속하는 베트남어를 모어로 사용한다. 베트남의 주류 민족으로, 2019년 인구조사에 의하면 베트남 총인구의 85.3%를 차지한다.  일반적으로 베트남인이라 하면 이들을 가리키지만, 베트남 내의 몽족, 참족, 므엉족 등 여러 소수민족과 구분하기 위해 베트남 당국에서는 공식 인구조사에서 킨족이라는 명칭을 채택하고 있다. 중국 남부 지방에도 비엣계 소수민족인 징족(중국어: 京族, 병음: Jīng Zú, 경족)이 분포한다.

## 역사
기원전 시기 백월(百越)족은 현재 중국 장강 유역과 화남(華南) 일대, 현재 베트남에 해당하는 지역에서 세력을 형성했다. 동남아시아에서 가장 오래된 청동기 문화로 알려진 장강(長江) 문화와, 동선 문화를 발달시켜 소규모 국가군을 형성하고 있었다. 이것이 현재 낑족의 직접 조상인 백월 민족(고대 百越人)이다. 그러나 중국 한족들이 점차 남쪽으로 이동하면서 화남 지역에 살던 백월 민족인 비엣족들도 현재 베트남 지역으로 남하하였다. 
고대에는 문자가 없어 한자를 사용하여 중국풍의 문자를 사용하였다. 하지만 이후 월남식 문자인 쯔놈을 창조하여 사용하였다. 자주 중국 왕조에 대한 반란과 독립 시도가 있었으며 이 시기에 이 지역 세력 중 일부는 현대 베트남의 역사 교육에서 독립 왕조로 다루어진다. 또한 현재 베트남 남부에 해당하는 지역에서는 본래 인도네시아 지역에서 베트남 대륙으로 건너온 참족이 참파 왕국을 형성하고 있었다.
938년에 처음 비엣족의 왕조로 하는 응오 왕조(吳朝)가 성립된다. 또한 딘 왕조(丁朝)라는 왕조도 발흥했다. 1919년 베트남 학자 쩐쫑낌이 쓴 『월남사략(越南史略)』에서는 이 딘 왕조부터 정식 베트남의 왕조로 다루는 경우가 많다. 딘 왕조는 남진하여 참파와 자주 세력을 다투었고, 17세기에는 후 레 왕조(後黎朝)가 현재 베트남 영토를 거의 확정지었다.
이후 1887년의 프랑스령 인도차이나의 성립하였고, 프랑스가 식민지화를 진전시켰고, 1940년 일본 제국의 프랑스령 인도차이나 침공을 받았다. 제2차 세계 대전 이후에 독립을 이루었지만, 미국과 베트남 전쟁, 중국과 중월 전쟁을 거쳐 현재에 이른다.

## 분포
비엣족은 베트남 외에 베트남 주변국(중국, 라오스, 캄보디아, 태국)에서도 소수민족으로 살고 있다. 한자 표기로는 경족(京族)이라고 하며, 중국어 발음을 사용하여 ‘징족’이라고도 한다. 징족은 중국 정부의 민족 식별 작업에 의해 ‘중국의 소수 민족’ 중 하나로 인정받고 있다. 이들 징족은 광시 좡족 자치구(廣西壯族自治區)에 주로 산다.
베트남 전쟁의 발발로 인해 발생한 난민들이 미국, 영국, 호주 등으로 대거 망명했다. 특히 호주에서는 1990년 호주 국내에서 탄생한 베트남계 인구가 난민으로 유입된 인구를 웃돌고 있으며, 예술과 스포츠 분야에서도 활약하는 사람도 나오는 등 일정한 사회 기반을 이루고 있다. 일본에서는 다른 재일 외국인과 비교하면 그 비율은 많지 않지만, 특히 2010년대 들어 늘어나고 있다. 법무성 입국관리국의 통계에 따르면 2016년 말을 기준으로 재류 외국인수 중의(낑족을 포함) 국적상의 베트남인의 수는 19만 9990명(구성비 8.4%, 전년 대비+36.1%)으로 제조업 현장에서의 일자리 감소로 줄어든 브라질인을 제치고 국적상 4위를 차지하고 있다.

## 문화
베트남은 인도차이나 반도에 존재하고 있으며, 인도차이나는 그 이름에서 알 수 있듯이 인도와 중국 사이에 있다. 베트남 북부에 거주하고 있던 낑족은 한자를 사용하였고 중국과 지역이 가깝기 때문에 중국 문화와 비슷한 문화도 존재한다. 한자로 된 이름을 사용하였으며 문자나 문장은 한자와 한문을 사용했던 한자문화권이다. 원래 베트남이라는 명칭 자체가 ‘월남’(越南)이라는 한자를 베트남으로 읽은 것이다. 일단, 베트남어를 나타내는데 쯔놈이라는 한자를 응용한 자신의 문자를 사용했다. 현재는 프랑스 선교사에 의해 고안된 보조 기호를 붙인 라틴 문자인 꾸옥응으(國語)가 사용되며, 한자, 쯔놈은 관혼상제를 제외하고는 거의 사용되지 않고 있다.

## 종교
낑족에게 통일된 종교는 존재하지 않지만, 낑족은 불교, 도교, 유교 이외에 프랑스 식민지 시대에 전해진 기독교(주로 카톨릭)을 믿고 있다. 소수이긴 하지만 참족 등의 소수 민족과 교류를 통해 그들이 믿고 있는 이슬람교를 수용한 무슬림도 존재한다. 그 논밭과 도로의 갈림길 등을 두고, 사당에 향을 피우는 것과 같은 토착 신앙의 영향도 만만치 않다. 새로운 종교로는 유교, 도교, 불교, 기독교, 이슬람교를 혼재시킨 까오다이교와 불교 계열인 호아하오교도 활발하다.

## 같이 보기
- 베트남의 민족 목록
- 중국의 민족
- 베트남의 역사